# Náprava Dubonnet

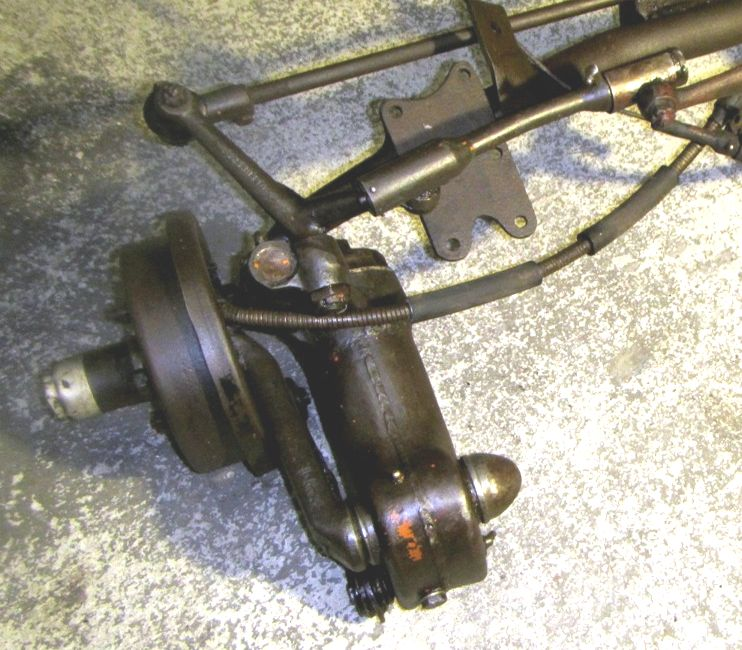

Náprava Dubonnet je typ přední nápravy automobilu s nezávislým odpružením. Systém vynalezl francouzský konstruktér André Dubonnet (1897-1980) z Neuilly-sur-Seine, francouzský automobilový závodník a dědic aperitivů „Dubonnet".  Byl chráněn patentem AT139157B  ze dne 27.10.1931, André Dubonnet vynalezl i odpružení motocyklů patent číslo AT146 687B.

## Princip
Hlavní úlohou přední nápravy je řízení směru jízdy automobilu pomocí natáčení kol. Osu natáčení kol tvoří téměř svislý rejdový čep. Většina konstrukcí má rejdový čep pohyblivý vůči automobilu; tzn. kopíruje nerovnosti vozovky. Rejdový čep Dubennetovy nápravy nekopíruje nerovnosti vozovky, ale je součástí odpérované hmoty automobilu. Kolem rejdového čepu se tedy nenatáčí jen kolo, ale i pružící a tlumící jednotka.
Náprava je odpružena vinutými pružinami, které se vyznačují kmitáním. Pro utlumení kmitů pružin je zde použit hydraulický tlumič pérování. Také toto řešení kompaktní pružící a tlumící jednotky je patentováno (DE697702C, DE644372C).

## Vzhled

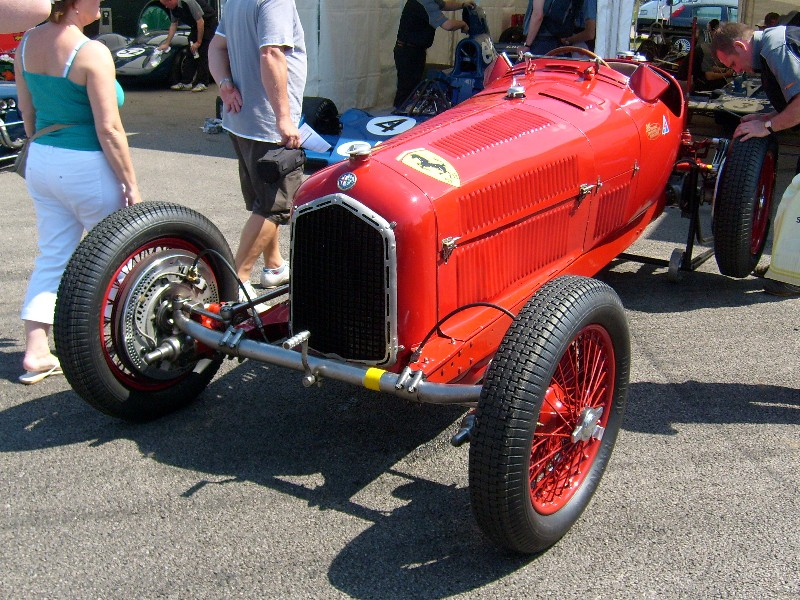
Alfa Romeo P3 Tipo

Skládá se z tuhé osy, na jejíchž koncích jsou rejdové čepy.  Dubennetova náprava je díky vlečeným ramenům vizuálně podobná klikové nápravě, ale právě natáčení pružící a tlumící jednotky kolem rejdového čepu je odlišuje.

## Výhody a nevýhody
Tlumící a pružící jednotka nemusí kompenzovat hmoty rejdového čepu a těhlice, a tím zlepšuje poměr odpružených a neodpružených hmot.
Vzdálenost rejdového čepu od kola automobilu se projevila v geometrii řízení a parametrech podvozku. Výsledkem bylo silné naklánění karoserie vozidla v zatáčkách. Další nevýhodou je větší moment setrvačnosti kolem svislé osy.

## Použití
Na pařížském autosalonu v roce 1933 byl vystaven podvozek s nápravou Dubonnet.
Dubonnet prodal výrobní licenci v roce 1932 americké automobilce General Motors, která je nabízela ve vozech Chevrolet a Pontiac.  Systém nazvali „Knee-Action“, protože připomínal anatomii kolene, resp. nohy. Výrobu „Knee-Action“ zadali firmě Delco. Knee-Action využíval dvě soustředné vinuté pružiny a dvojčinný hydraulický tlumič, přičemž horní válec řídil nárazový pohyb a spodní válec se staral o odskok.
Podobný systém montovaly i automobilky Chrysler a Hudson (ten pod názvem axleflex).
Na evropském kontinentu se náprava Dubonnet objevila na vozech Alfa Romeo Tipo B/P3, Fiat 1500 nebo Opel.